# Konrad Krajewski (generał)

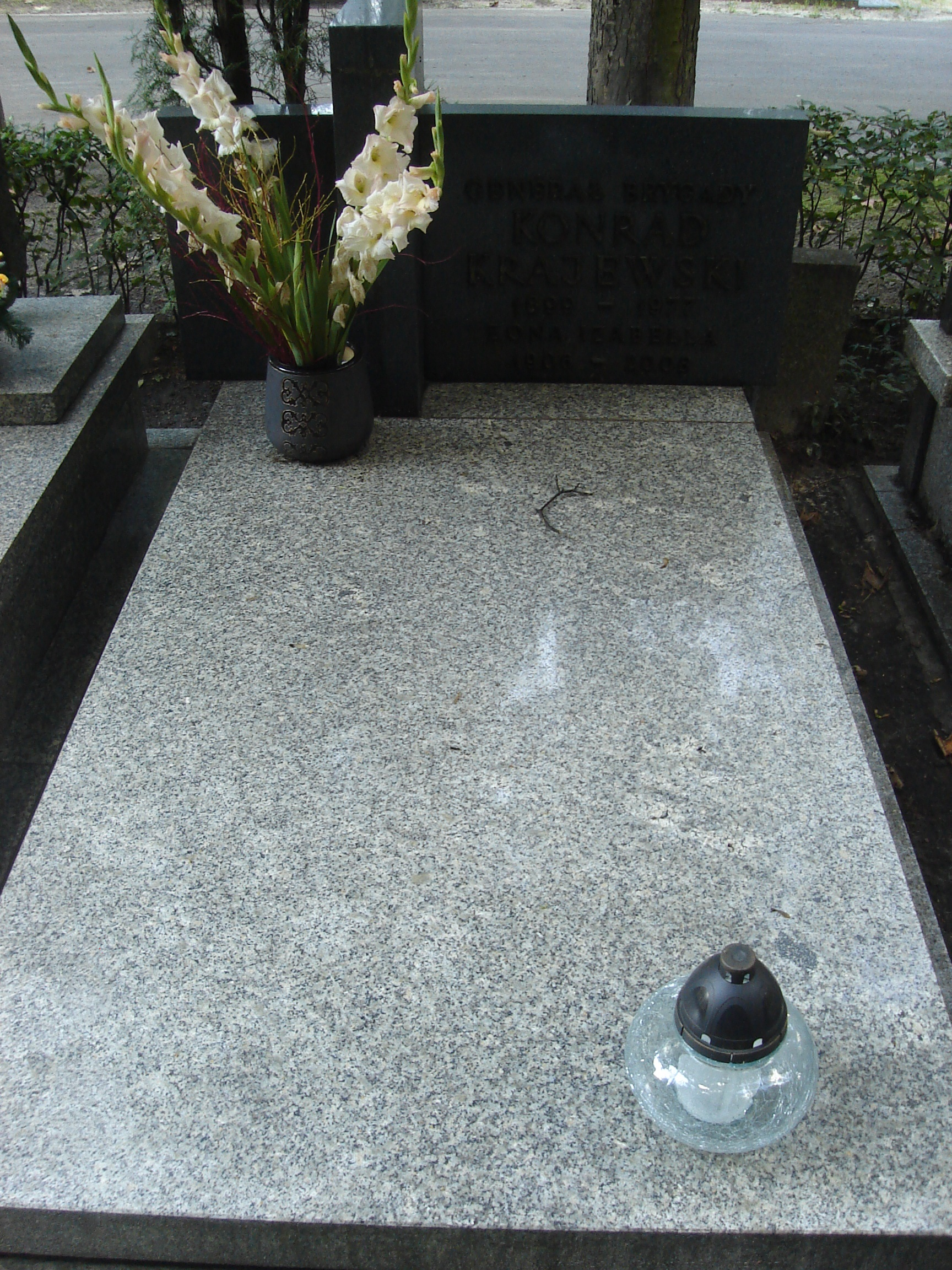
Grób Konrada Krajewskiego na Cmentarzu Wojskowym na Powązkach

Konrad Krajewski (ur. 29 października 1899 w Krążku, zm. 29 czerwca 1977 w Warszawie) – generał brygady Wojska Polskiego.

## Życiorys
Członek Polskiej Organizacji Skautowej, od stycznia 1915 roku żołnierz 4 pułku piechoty Legionów, od września 1915 do 1918 uczył się w gimnazjach w Chrzanowie i Olkuszu. Od jesieni 1916 w POW.
11 listopada 1918 roku wstąpił do Wojska Polskiego. Żołnierz 5 batalionu Strzelców Olkuskich im. Francesco Nullo. Dowódca drużyny, kierownik kancelarii batalionu, szef kompanii i dowódca plutonu. Od maja 1919 roku szef kompanii w 9 pułku piechoty Legionów. Przez rok z powodu tyfusu przebywał na leczeniu. Od 1 czerwca do 19 października 1920 roku był elewem klasy V Wielkopolskiej Szkoły Podchorążych Piechoty w Poznaniu i w Bydgoszczy (od 11 lipca). Po ukończeniu szkoły został mianowany na stopień podchorążego.
Od 1921 roku w 9 pułku piechoty Legionów w Zamościu w stopniu podporucznika piechoty. Od 1922 roku referent oddziału w Sztabie Dowództwa Okręgu Korpusu Nr II w Lublinie w stopniu porucznika. W 1922 roku eksternistycznie ukończył lubelskie gimnazjum i zdał maturę. Od 1924 roku kwatermistrz samodzielnego batalionu 9 pułku piechoty Legionów, od 1925 dowódca kompanii. W styczniu 1927 roku został przeniesiony do 11 pułku piechoty w Tarnowskich Górach. 26 marca 1931 roku otrzymał przeniesienie do Szkoły Podchorążych dla Podoficerów w Bydgoszczy na stanowisko dowódcy kompanii szkolnej i wykładowcy. 17 grudnia 1931 roku awansował na kapitana ze starszeństwem z dniem 1 stycznia 1932 roku i 18. lokatą w korpusie oficerów piechoty. W latach 1935–1937 dowodził kompanią oraz pełnił funkcję adiutanta 86 pułku piechoty w Mołodecznie. W 1938 został wykładowcą w Centrum Wyszkolenia Piechoty w Rembertowie. Na stopień majora został mianowany ze starszeństwem z 19 marca 1939 i 55. lokatą w korpusie oficerów piechoty.
Po ataku Niemiec na Polskę 1 września 1939 dowódca I batalionu 95 pułku piechoty. Walczył w rejonie Łukowa, Dęblina i Krasnobrodu, gdzie 25 września 1939 został ranny w rękę i dostał się do niemieckiej niewoli. Od lutego 1940 więzień oflagów. 27 września 1944 roku został ranny podczas alianckiego nalotu. 31 marca 1945 uwolniony. W listopadzie 1945 wrócił do kraju z amerykańskiej i angielskiej strefy okupacyjnej Niemiec i zgłosił się do Komisji Rehabilitacyjnej.
Od końca grudnia 1945 ponownie służył w WP jako major. Wykładał taktykę w Oficerskiej Szkole Piechoty Nr 2 w Gryficach, a od maja 1947 w Centrum Wyszkolenia Piechoty w Rembertowie. Od sierpnia 1948 podpułkownik, od lutego 1949 starszy wykładowca taktyki i służby sztabów w Wyższej Szkole Piechoty. Od jesieni 1949 szef Oddziału Wyszkolenia w Sztabie Dowództwa Wojsk Lądowych. Od marca 1950 szef Wydziału Ogólnowojskowego Głównego Inspektoratu Wyszkolenia Bojowego Wojska Polskiego. Od kwietnia 1953 pułkownik, od lipca 1953 szef Zarządu Szkół i Kursów Oficerskich tego inspektoratu. 1955–1957 komendant Oficerskiej Szkoły Piechoty Nr 3 w Elblągu, potem Wojskowego Ośrodka Szkolenia Ogólnego nr 2 w Zegrzu. 1962–1963 komendant Podoficerskiej Szkoły Zawodowej w Elblągu. Jesienią 1963 mianowany generałem brygady, nominację otrzymał w Belwederze od przewodniczącego Rady Państwa Aleksandra Zawadzkiego, w obecności ministra obrony marsz. Mariana Spychalskiego. Kilkanaście dni po nominacji został zwolniony z zawodowej służby wojskowej z powodu osiągnięcia wieku emerytalnego. 20 grudnia 1963 został przeniesiony w stan spoczynku. Został pochowany na Powązkach Wojskowych w Warszawie (kwatera C11-1-8). 
Od 1925 był żonaty z Izabelą z Nowakowskich (1906–2008), z którą miał dwie córki.

## Ordery i odznaczenia
- Krzyż Niepodległości (29 grudnia 1933)[8]
- Krzyż Kawalerski Orderu Odrodzenia Polski (1959)
- Krzyż Walecznych (po raz pierwszy za służbę w POW w b. zaborze austriackim i b. okupacji austriackiej)[9]
- Złoty Krzyż Zasługi (1947)
- Srebrny Krzyż Zasługi (1939)
- Medal Pamiątkowy za Wojnę 1918–1921
- Medal Dziesięciolecia Odzyskanej Niepodległości
- Srebrny Medal „Siły Zbrojne w Służbie Ojczyzny” (1956)
- Medal 10 Rocznicy Wojny Niepodległościowej (Łotwa)[10]